# Lepidoscia arctiella
Lepidoscia arctiella är en fjärilsart som beskrevs av Walker 1869. Lepidoscia arctiella ingår i släktet Lepidoscia och familjen säckspinnare. Inga underarter finns listade i Catalogue of Life.